# Sakartvelos Sup'ertasi 2019
La 19ª edizione della Sakartvelos Sup'ertasi si è svolta il 24 febbraio 2019 al Tengiz Burjanadze Stadium di Gori tra il Saburtalo Tbilisi, vincitore della Erovnuli Liga 2018 e il T'orp'edo Kutaisi, vincitore della Sakartvelos tasi 2018.
Il T'orp'edo Kutaisi si è aggiudicato il trofeo per la seconda volta nella sua storia.

## Tabellino
| Arbitro: | Kruashvili |

|  |           |             |
|  | Marcatori | 70’ Gigauri |